# Charles Hopper Gibson
Charles Hopper Gibson (ur. 19 stycznia 1842, zm. 31 marca 1900 w Waszyngtonie) – amerykański prawnik i polityk z Maryland. W latach 1885–1891 z ramienia Partii Demokratycznej został wybrany przedstawicielem pierwszego okręgu wyborczego w stanie Maryland w Izbie Reprezentantów Stanów Zjednoczonych. W latach 1891–1897 reprezentował ten stan w Senacie Stanów Zjednoczonych.